# Zr.Ms. Willem (1863)
De Zr.Ms. Willem was een houten schroefstoomschip der 1e klasse van de Koninklijke Marine, dat bestemd was voor de dienst in Nederlands-Indië. De bouwkosten waren ƒ 787.535.
Het vertrok voor het eerst naar zee op op 16 September 1866 en onder gezag van kapitein F.L Geerling naar Nederlands-Indië op 26 september 1866.
Een verslag van het Departement van Zaken Overzee aan de Tweede Kamer der Staten-Generaal maakte er melding van dat de Willem van maart 1967 tot oktober 1868 was gestationeerd aan de westkust van Sumatra.